# John Conolly

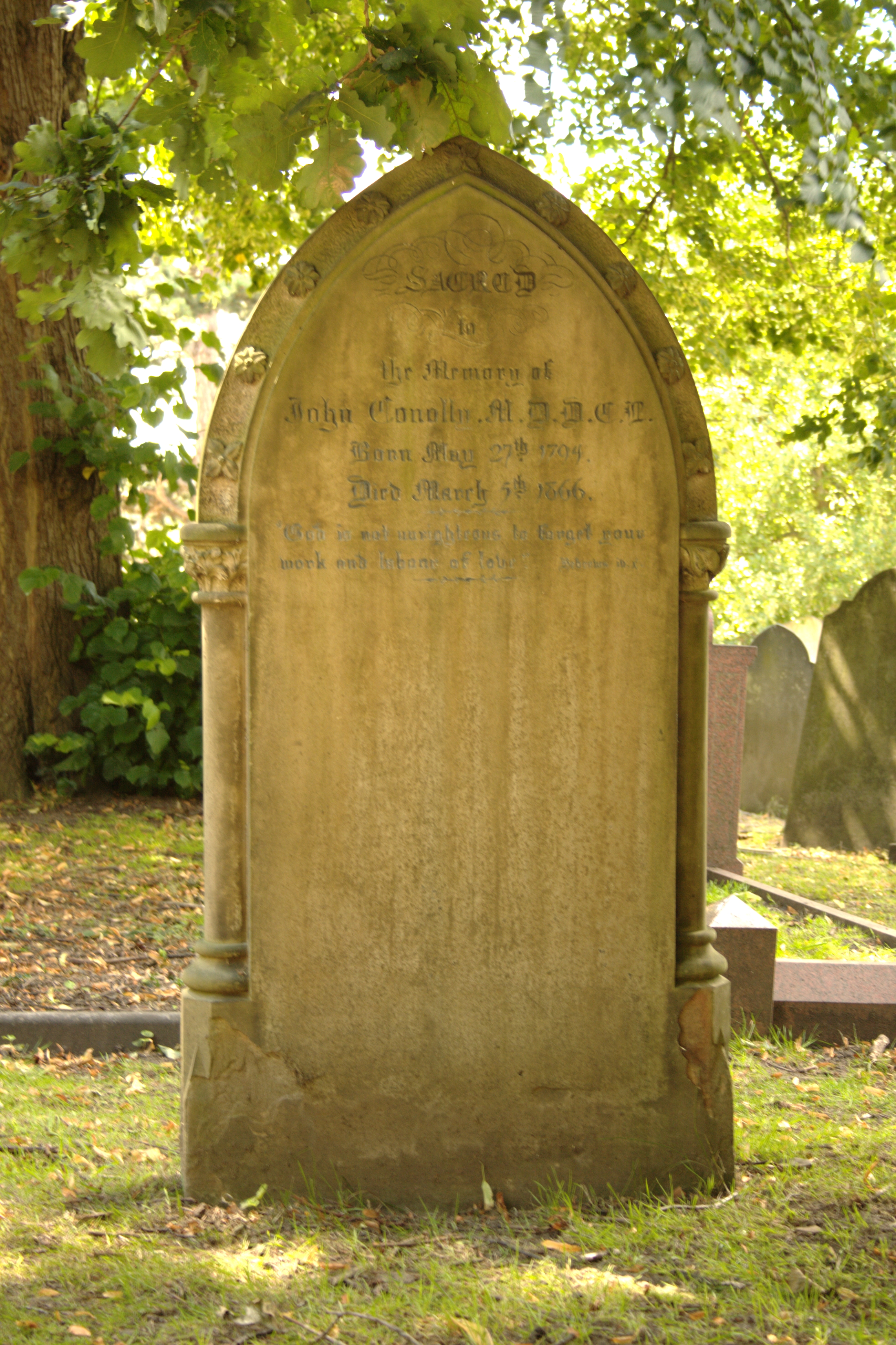
John Conollys gravplats

John Conolly, född 27 maj 1794 i Market Rasen, Lincolnshire, död 5 mars 1866 i Hanwell, var en engelsk psykiater.
Conolly var 1828–31 professor vid University College i London, praktiserade därefter i Warwick och hade uppsikt över grevskapets sinnessjukanstalter, var 1839–44 överläkare vid grevskapet Middlesex anstalt för sinnessjuka i Hanwell och utövade därefter till 1852 tillsyn över nämnda hospital.
Omedelbart efter sin anställning vid hospitalet i Hanwell avskaffade han där alla tvångsmedel i form av tvångströjor, bindredskap, hand- och fotbojor m.m., vilka tidigare i stor omfattning använts. Conolly visade, att mekaniskt tvång vid behandlingen av sinnessjuka var överflödigt och kunde ersättas med milda medel och kärleksfull vård. I svårare fall begagnade han dock isolering i lämpligt inredda celler. Denna reformtanke, som långt tidigare av Philippe Pinel, William Tuke m.fl. börjat genomföras, vann genom Conollys betydande personlighet och författarskap snabbt insteg, och hans "non-restraint"-metod började snart allmänt tillämpas i England och andra europeiska länder. Conolly betraktas därför som en av de främsta reformatorerna inom sinnessjukvården. 
Förutom det berömda arbetet The Treatment of the Insane Without Mechanical Restraint (1856) skrev Conolly bland annat Construction and Government of Lunatic-Asylums (1847). Han blev juris hedersdoktor i Oxford 1852.